# Políptico da Capela da Madre de Deus do Caniço
O Políptico da Capela da Madre de Deus do Caniço é um conjunto de cinco pinturas a óleo sobre madeira pintadas cerca de 1552 provavelmente pelo pintor português da corrente quinhentista do maneirismo Diogo de Contreiras, ou da sua oficina, e que faz parte do Retábulo da Capela da Madre de Deus, situada em Caniço (Santa Cruz), na Ilha da Madeira, a cuja decoração se destinou inicialmente e onde ainda  se encontra desde a sua criação.
As pinturas do Políptico da Capela da Madre de Deus do Caniço foram englobadas pelo historiador Joaquim Oliveira Caetano na lista de obras atribuíveis a Diogo de Contreiras.:185

## História
A Capela da Madre de Deus estava situada numa propriedade do século XVI que então era conhecida por Fazenda das Moças, assim designada porque as proprietárias, duas irmãs, morreram idosas sem terem casado. Esta propriedade tinha para além de boas terras para o cultivo da cana do açúcar, um engenho de açúcar e, junto às casas, uma igreja (capela).
As irmãs, Isabel e Leonor Álvares, fizeram testamento conjunto em 1536 pelo qual determinavam que morrendo uma delas a outra deveria acabar a igreja o mais brevemente que pudesse, devendo ainda ser feito um oratório para seis frades da Ordem de São Francisco e três retábulos, um para o altar-mor de invocação da Madre de Deus, o melhor que pudessem, sendo os outros dois um de S. Francisco e de S. António com os cinco mártires de Marrocos e o outro de S. João Baptista e de Santiago Maior.
Isabel Álvares morre no mês seguinte à redacção do testamento e em 1546 Leonor Álvares altera-o alegando não poder manter os pesados encargos a que se tinham comprometido pela diminuição do rendimento das terras e pelo aumento dos custos de produção. É então nomeado como testamenteiro Álvaro Gonçalves, clérigo e capelão real, afilhado dela, a quem é determinado que mande fazer com brevidade o retábulo. Em codicilo de 1552, no ano da sua morte, Leonor Álvares estabelece a separação da administração entre a sua parte e a da irmã Isabel Álvares, e que após o falecimento do clérigo a fazenda deveria passar a Catarina Álvares, filha deste e de uma escrava branca, o que de facto aconteceu. Os novos administradores, Catarina e o seu marido Cristovão M. Salvago, serão depois réus de um processo judicial movido pelo síndico do Convento de S. Francisco por não terem respeitado a vontade de Isabel Álvares quanto às benesses aos franciscanos. Uma sentença de D. Sebastião, de 1559, obriga-os ao cumprimento da constituição do oratório, dos mantimentos para os frades e dos ornamentos do culto, o que acabou por não se concretizar, não obstante a parte de Isabel Álvares ter transitado para a posse da Coroa administrada por pessoa nomeada pelo Tribunal.
Não se sabe quando foi finalmente colocado o Retábulo na Capela, nem a quem se deve a encomenda, se a Álvaro Gonçalves ou a Catarina Álvares e marido, mas o programa iconográfico inicial foi alterado, tendo-se reunido num só os diversos temas previstos serem tratados em três retábulos, ficando da temática franciscana apenas a figura de Santo António e podendo a presença de Santa Catarina de Alexandria estar relacionada com o nome de Catarina Álvares. O painel central, com o tema da Madre de Deus, terá existido mas desapareceu.

## Autoria
O escritor Cayola Zagallo refere apenas as quatro pinturas que ainda existem no Retábulo desconhecendo o seu autor e Martin Soria considera-as enquadráveis na obra do Mestre de São Quintino. Joaquim Oliveira Caetano considera que provavelmente estas obras são posteriores a 1552, época em que dificilmente seriam da produção directa de Diogo Contreiras, ainda que admita que alguns dos tipos e poses evocam a obra deste pintor, bem como o tipo de dobras e repuxos dos tecidos. Para Joaquim Caetano, estas pinturas apresentam alguma semelhança com quatro pequenos quadros existentes na igreja de Unhos, representando, como os da Madeira, figuras isoladas de santos, neste caso S. Pedro, S. Roque, S. João Baptista e S. Brás, que Vítor Serrão atribuiu à oficina do Mestre de S. Quintino, datando-os do último terço do século XVI. Conclui Joaquim Oliveira Caetano que sabendo-se presentemente que Contreiras faleceu antes de 1565, mais do que da sua oficina, as pinturas do Retábulo devem considerar-se como obras de um seguidor do estilo do mestre.
Isabel Santa Clara considera admissível documentalmente a atribuição da autoria destas quatro pinturas a Contreiras pois a sua execução poderá ter decorrido ao longo da década de 1550 e início da década seguinte, e o pintor apenas ser dado como já falecido em 1565. A comparação apenas com os painéis de Unhos deixa de lado outras pinturas de Contreiras e da sua oficina, os quais produziram muitas obras com motivos de santos.
Ainda para Isabel Santa Clara, se, do ponto de vista cronológico e documental, é admissível a autoria de Diogo de Contreiras das pinturas deste Retábulo, também no plano estilístico existem muitos pontos de contacto com a sua "maneira", mais italianizada na fase final e sem o marcado estilo do desenho de figuras que originou alguns erros de atribuição como «escola de Alberto Duro» ou «pintor flamengo», como nos casos da Lamentação do MNAA, e de Nossa Senhora, S. José, o Menino e um anjo em colecção particular na Alemanha. Sendo mais provável, dada a época de maturidade do autor, e associada à presença dos seus modelos e esquemas composicionais, tratar-se de obras produzidas na sua oficina, como resultado do seu ensinamento, em resposta a uma grande procura de imagens devocionais de santos que na obra de Contreiras têm uma forte representatividade.

## Descrição
Os quatro painéis têm todos a mesma dimensão, 116 cm de altura e 65 cm de largura, e seguem a mesma lógica composicional com a figura de um santo ao centro, numa pose acentuadamente serpentinata e cenas alusivas à sua vida na paisagem de fundo. Esta solução composicional foi muitas vezes utilizada por Contreiras como acontece entre outros em S. Jerónimo, Santo António e S. Dinis provenientes de S. Bento de Cástris, em S. Vicente e S. Sebastião da antiga colecção de Ambrósio Sousa Coutinho, em S. Leonardo de Atouguia da Baleia, em S. Pedro e em Santo António de S. Martinho de Sintra.
Mesmo que a moldura original do Retábulo tenha sido alterada pela perda do painel central, as posições dos Santos mantêm-se em consonância, estando S. Tiago e S. João Baptista virados para a sua esquerda e Santa Catarina e Santo António para a sua direita, de modo que todos se orientam para o centro. Há uma certa diferença nos tons da pele dos santos, sendo os de Santa Catarina e de Santo António mais claros e com uma modelação mais suave que nos outros painéis, onde é mais vigoroso e um tanto mais rude o tratamento do rosto. As diferenças podem, no entanto, resultar de intervenções de restauro já efectuadas tendo o último sido em 1996. Em geral, nos primeiros planos, pedras, troncos e folhagens são definidos através de pinceladas soltas, ligeiras.

### São Tiago Maior
O painel que representa São Tiago está no canto superior esquerdo (para o observador) do Retábulo estando a sua figura numa pose vigorosa voltando-se numa torção acentuada do tronco e da cabeça como se tivesse sido interpelado e abrindo-se a mão esquerda em direcção a quem observa em escorço. A dinâmica deste santo é mais vincada que a dos outros santos do Políptico, revelando o temperamento arrebatado do apóstolo a quem Jesus chamou filho do trovão (Marcos 3:17). O Santo calça sandálias e tem os atributos usuais de peregrino com o bordão, de onde pende a sacola e, aos pés, a cabaça e o chapéu com a vieira.
O plano intermédio encontra-se iluminado intensamente havendo do lado esquerdo um edifício que lembra o do painel de S. Martinho e o Pobre de Sintra, junto ao qual está uma cerca e duas carroças similares àquele em que o corpo do Santo é levado à rainha Loba no painel do Políptico do Convento de Santiago de Palmela, atribuído este ao Mestre da Lourinhã, pelo que deve ser alusão a este episódio da lenda deste Santo. Do lado direito decorre a Batalha de Clavijo onde S. Tiago a cavalo, de espada em punho e envolto numa capa branca, avança isolado sobre o exército mouro abatendo o primeiro opositor. A paleta de cores é reduzida, variando apenas entre o verde seco e cinza, sendo essa limitação  compensada pela firme marcação de claro-escuro que salienta a figura fortemente sombria em primeiro plano. Em fundo longínquo, vêm-se montanhas esbatidas.

### São João Baptista
O painel que representa São João Baptista está no canto inferior esquerdo (para o observador) do Retábulo. A figura do Santo encontra-se posicionada a três quartos com o antebraço na diagonal do quadro apontando para o Agnus Dei que está repousado no chão junto ao Santo segurando uma cruz. A Santíssima Trindade está representada numa sequência vertical do lado direito, com Deus Pai ao alto entre as nuvens envolto numa luz amarelada intensa, o Espírito Santo mais abaixo, na zona mais clara do céu, e Jesus encontra-se no rio, com uma túnica branca a cingir-lhe os rins, a ser baptizado por João que está ajoelhado e envolto num largo manto vermelho, vendo-se junto a eles anjos que seguram as vestes de Jesus.
Segundo Isabel Santa Clara, esta forma de colocar a Trindade, o tipo da figura de S. João Baptista, bem como a vivacidade dos gestos e amplitude das vestes da figura de Deus Pai recordam O Baptismo de Cristo de Pieter Coecke van Aelst que se encontra no Museu-Biblioteca de Anselmo Braancamp-Freire, em Santarém, e que no tipo fisionómico, no traje e no cromatismo a figura deste Santo tem semelhanças ao da Pregação de São João Baptista do MNAA, ainda que sem a complexidade composicional e simbólica deste último.
Um rio serpenteia para o lado esquerdo da composição onde num denso arvoredo se desenrola uma cena da vida do santo com uma figura de manto vermelho a quem se dirigem duas pessoas envergando trajes e turbantes semelhantes aos da multidão que assiste à Pregação de São João Baptista pertencente ao Políptico do Mestre dos Arcos.
O realce dos brancos nas montanhas em fundo que se encontra noutras pinturas de Contreiras, como a predela de S. Jerónimo, Santo António e S. Dinis do Museu de Évora, ou de S. Vicente da antiga colecção de Ambrósio Sousa Coutinho, é notada neste painel. O contraste claro-escuro é idêntico ao do S. Tiago, com um primeiro plano de sombra, ficando a iluminação para os planos mais distantes das montanhas e do céu, nos quais se destaca a figura do Santo.

### Santa Catarina de Alexandria
O painel que representa Santa Catarina de Alexandria está no canto superior direito (para o observador) do Retábulo. A Santa usa um vestido em tonalidades suaves de rosa e cinza esverdeado semelhante ao de Santa Luzia num dos painéis do Díptico do Retábulo de Porto da Luz, tendo enfunada a manga do braço esquerdo. Santa Catarina tem na mão esquerda um livro aberto e na direita segura uma espada com o punho requintadamente trabalhado e rematado com duas volutas simétricas junto à lâmina. A testa alta e os traços fisionómicos assemelham-se com os das Santas do referido Díptico. Tem o cabelo enastrado com fitas à volta da coroa, também ela trabalhada com volutas rematadas por pérolas e tendo no aro incrustações de pedras preciosas. No chão à sua volta é escuro onde está a roda do seu martírio, sendo as zonas iluminadas das pedras dadas em pinceladas soltas.
A paisagem de fundo, como nos outros painéis, contrasta em iluminação com o primeiro plano. A cena do martírio ocupa o lado direito constituindo um movimentado "quadro dentro do quadro". Santa Catarina, vestida de branco e ajoelhada em oração, está no estrado da roda do martírio, um espaço central quase vazio e sereno que contrasta com a agitação à volta. Três soldados da frente foram derrubados por bolas de fogo e as fileiras de trás destroçam-se. Neste grupo estão dois cavaleiros cujos cavalos têm a posição e as crinas onduladas usuais em Contreiras, como na Conversão de S. Paulo do Tríptico de Ega ou de S. Martinho e o Pobre de Sintra.
Do céu, por cima desta cena, partem raios que geram uma claridade intensa, tal como no Martírio das Onze Mil Virgens, também de Diogo de Contreiras, indicando a intervenção divina. No lado esquerdo, um soldado corre e outras figuras posicionam-se frente à cidade. Entre as casas altas está o torreão onde esteve encarcerada a santa e ao longe vêm-se montanhas.

### Santo António
O painel que representa Santo António ocupa o canto inferior direito (para o observador) do Retábulo. O rosto sereno do Santo afasta-se dos traços da fase inicial de Contreiras com olhos globosos e rostos ovalados e angulosos um tanto rudes. O Menino Jesus está como é usual na iconografia sobre um livro fechado que o Santo suporta com a mão esquerda. Este é representado a caminhar com o manto a esvoaçar atrás de si. Com a mão direita, Santo António segura um dos nós do cordão do hábito desenhado com pregas largas que moldam as pernas, à semelhança do manto de Cristo na Ressurreição de Atouguia da Baleia.
Uma árvore ocupa todo o lado esquerdo da pintura criando uma zona sombria realçada por pequenos toques de luz nos troncos e folhagens. O desenho e o tratamento destes, bem como o chão pedregoso, seguem de perto os da pintura de S. Sebastião. À direita, vê-se o Santo debruçado a pregar aos peixes à beira de um rio que circula entre margens arborizadas. Por detrás dele, está a silhueta de um monge em oração que tem similar na predela de S. Jerónimo, Santo António e S. Dinis, do Museu de Évora, e também no Santo António pregando aos peixes da antiga colecção Burnay, de 1535-40, hoje no MNAA. Na outra margem, mais distantes, vemos algumas figuras, ajudando as diferenças de escala acentuadas entre os três planos em que existem figuras a desenvolver a sensação de profundidade.

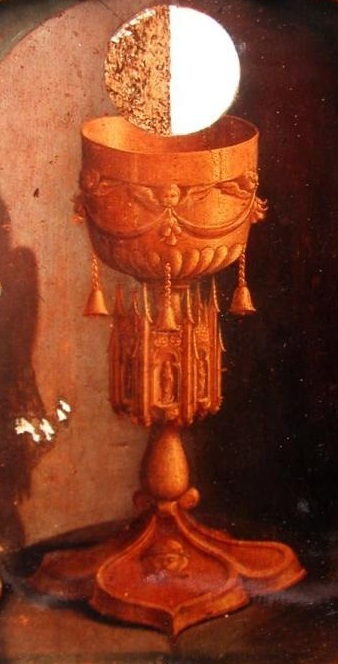
Porta de Sacrário

Como no painel de S. Tiago, a gama cromática deste é limitada e dominada por verdes e cinzas, havendo igualmente contrastes de claro-escuro, o que é comum a todas as pinturas deste conjunto. É uma composição semelhante à da pintura sobre o mesmo tema de Contreiras, em S. Martinho de Sintra, de cerca de 1545-50, mas os elementos de fundo estão em posições invertidas.

### Porta de sacrário
Na porta do sacrário, em trompe-l’oeil, está pintado um cálice dentro de um nicho, projectando a sua sombra sobre o solo e sobre a parede à esquerda, na qual se vê o início de um arco. Esta pintura enquadra-se no tipo de cálices comum até meados do século XVI — em forma de campânula com copa e falsa copa decorada na parte superior com querubins, ligados por panos e rematados por cachos e parte inferior gomada com pequenos sinos. O nó em forma de castelo apresenta nichos com figuras, ao gosto do gótico final, e a base tem em relevo, num dos lóbulos, a cabeça de Cristo com a coroa de espinhos. Para Isabel Santa Clara, pela qualidade da execução parece ser da mesma oficina dos restantes painéis.